# 大喜新町
大喜新町（だいぎしんちょう）は、愛知県名古屋市瑞穂区の地名。現行行政地名は大喜新町1丁目から大喜新町4丁目。住居表示未実施地域。

## 地理
名古屋市瑞穂区西部に位置する。東は豊岡通・大喜町、西は堀田通、南は上坂町・大喜町、北は春敲町に接する。

## 歴史

### 地名の由来
旧大喜村を新たに町としたことによるという。

### 沿革
- 1931年（昭和6年）2月1日 - 南区瑞穂町字牛巻・新池下・寺山・中ノ口・田光の各一部により、同区大喜新町1〜4丁目として成立[1]。
- 1936年（昭和11年）7月5日 - 南区瑞穂町字欠ノ上・寺山・勅海道・田光の各一部が3〜4丁目に編入される[1]。
- 1937年（昭和12年）10月1日 - 行政区の変更に伴い、昭和区大喜新町となる[4]。
- 1944年（昭和19年）2月11日 - 行政区の変更に伴い、瑞穂区大喜新町となる[4]。
- 1945年（昭和20年）9月26日 - 瑞穂町字新池下・牛巻・欠下の各一部が2丁目に編入される[1]。
- 1962年（昭和37年） - 牛巻商店街振興組合が設立される[5]。
- 1970年（昭和45年）10月21日 - 一部が堀田通に編入される[6]。

## 世帯数と人口
2019年（平成31年）3月1日現在の世帯数と人口は以下の通りである。
| 町丁     | 世帯数  | 人口    |
| -------- | ------- | ------- |
| 大喜新町 | 502世帯 | 1,015人 |

### 人口の変遷
国勢調査による人口の推移
| 1950年（昭和25年） | 1,442人 | [ 7 ]     |  |
| 1955年（昭和30年） | 1,851人 | [ 7 ]     |  |
| 1960年（昭和35年） | 2,119人 | [ 8 ]     |  |
| 1965年（昭和40年） | 2,150人 | [ 8 ]     |  |
| 1970年（昭和45年） | 2,155人 | [ 9 ]     |  |
| 1975年（昭和50年） | 1,909人 | [ 9 ]     |  |
| 1980年（昭和55年） | 1,674人 | [ 10 ]    |  |
| 1985年（昭和60年） | 1,429人 | [ 10 ]    |  |
| 1990年（平成2年）  | 1,453人 | [ 11 ]    |  |
| 1995年（平成7年）  | 1,302人 | [ 12 ]    |  |
| 2000年（平成12年） | 1,122人 | [ WEB 6 ] |  |
| 2005年（平成17年） | 1,207人 | [ WEB 7 ] |  |
| 2010年（平成22年） | 1,112人 | [ WEB 8 ] |  |

## 学区
市立小・中学校に通う場合、学校等は以下の通りとなる。また、公立高等学校に通う場合の学区は以下の通りとなる。なお、小・中学校は学校選択制度を導入しておらず、番毎で各学校に指定されている。
| 丁目          | 小学校                                    | 中学校                                        | 高等学校 |
| ------------- | ----------------------------------------- | --------------------------------------------- | -------- |
| 大喜新町1丁目 | 名古屋市立高田小学校                      | 名古屋市立瑞穂ヶ丘中学校                      | 尾張学区 |
| 大喜新町2丁目 | 名古屋市立堀田小学校 名古屋市立高田小学校 | 名古屋市立田光中学校 名古屋市立瑞穂ヶ丘中学校 | 尾張学区 |
| 大喜新町3丁目 | 名古屋市立高田小学校                      | 名古屋市立瑞穂ヶ丘中学校                      | 尾張学区 |
| 大喜新町4丁目 | 名古屋市立高田小学校                      | 名古屋市立瑞穂ヶ丘中学校                      | 尾張学区 |

## 施設
- 田光八幡社[2]
- 秋葉神社[2]
- PL教団瑞穂教会[2]
- 名古屋大喜郵便局[2]
- 智照寺[2]
- 牛巻商店街[2]

- 田光八幡社
- PL教団瑞穂教会
- 牛巻商店街

## 史蹟
- 大喜遺跡[2]
- 大喜B遺跡[2]

## その他

### 日本郵便
- 郵便番号 : 467-0868[WEB 3]（集配局：瑞穂郵便局[WEB 11]）。

### WEB
1. ↑  “愛知県名古屋市瑞穂区の町丁・字一覧”.   人口統計ラボ. 2019年3月21日閲覧。
2. 1 2  “町・丁目(大字)別、年齢(10歳階級)別公簿人口(全市・区別)”.   名古屋市 (2019年3月20日). 2019年3月21日閲覧。
3. 1 2  “郵便番号”.  日本郵便. 2019年3月17日閲覧。
4. ↑  “市外局番の一覧”.   総務省. 2019年1月6日閲覧。
5. ↑  名古屋市役所市民経済局地域振興部住民課町名表示係 (2015年2月10日). “瑞穂区の町名一覧”.   名古屋市. 2015年10月8日閲覧。
6. ↑  名古屋市役所総務局企画部統計課統計係 (2005年7月1日). “（刊行物）名古屋の町(大字)・丁目別人口 (平成12年国勢調査) (8)瑞穂区(第1表から第3表)” (xls). 2015年10月15日閲覧。
7. ↑  名古屋市役所総務局企画部統計課統計係 (2007年6月27日). “（刊行物）名古屋の町(大字)・丁目別人口 (平成17年国勢調査) (8)瑞穂区(第1表から第3表）” (xls). 2015年10月15日閲覧。
8. ↑  名古屋市役所総務局企画部統計課統計係 (2012年4月22日). “（刊行物）名古屋の町(大字)・丁目別人口 (平成22年国勢調査) (8)瑞穂区(第1表から第3表）” (xls). 2015年10月15日閲覧。
9. ↑  “市立小・中学校の通学区域一覧”.   名古屋市 (2018年11月10日). 2019年1月14日閲覧。
10. ↑  “平成29年度以降の愛知県公立高等学校（全日制課程）入学者選抜における通学区域並びに群及びグループ分け案について”.   愛知県教育委員会 (2015年2月16日). 2019年1月14日閲覧。
11. ↑  郵便番号簿 平成29年度版 - 日本郵便. 2019年03月21日閲覧 (PDF)

### 書籍
1. 1 2 3 4  瑞穂区制施行50周年記念事業実行委員会 1994, p. 610.
2. 1 2 3 4 5 6 7 8 9 10  「角川日本地名大辞典」編纂委員会 1989, p. 1519.

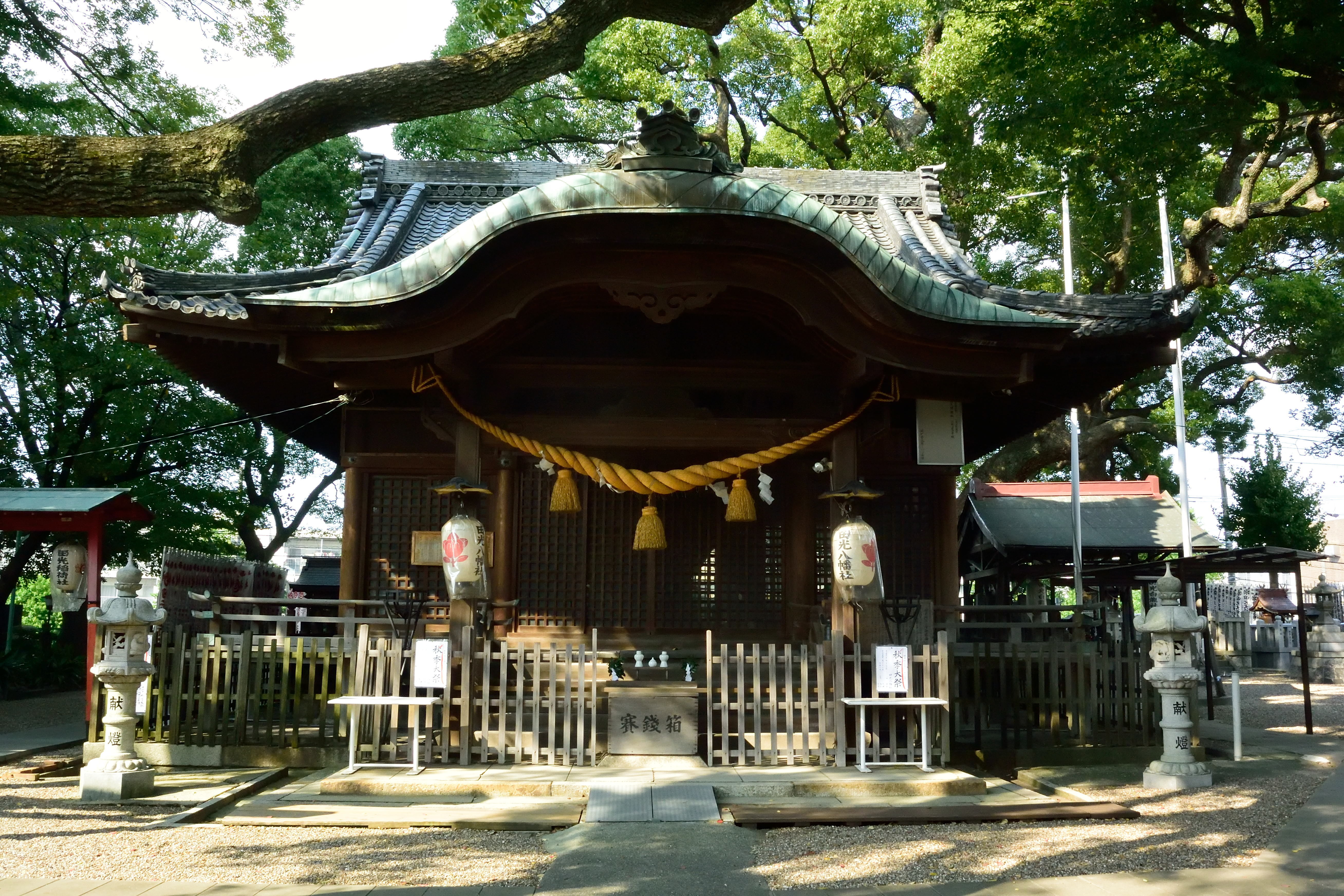
田光八幡社
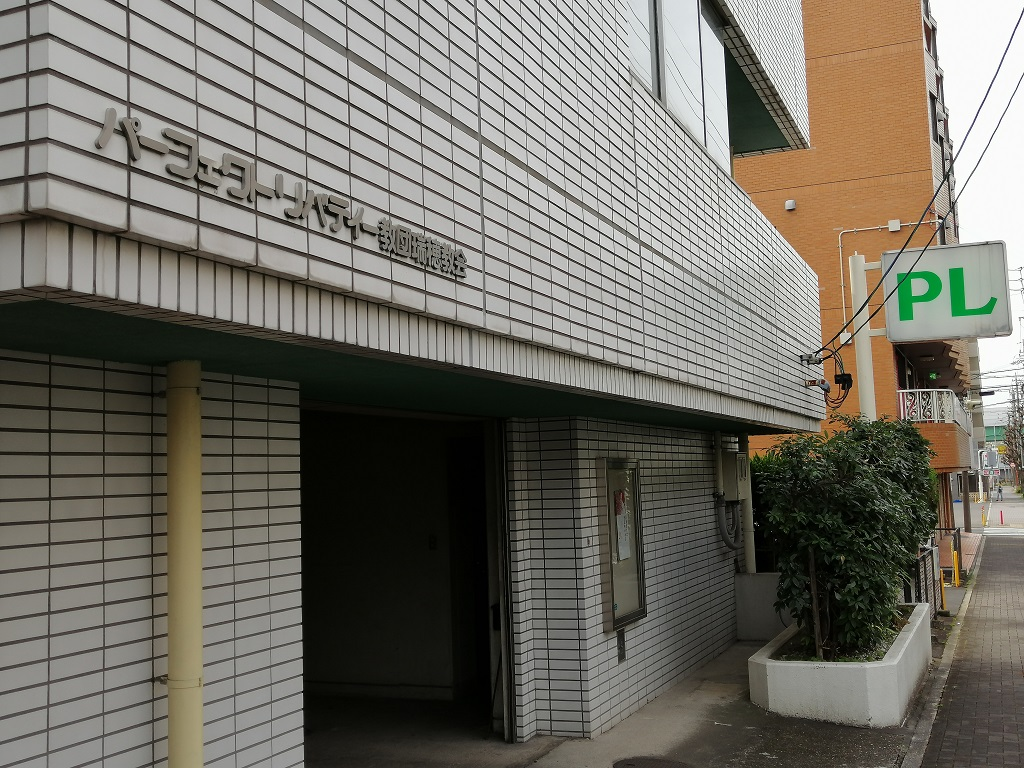
PL教団瑞穂教会
牛巻商店街

3. ↑  名古屋市計画局 1992, p. 390.
4. 1 2  名古屋市計画局 1992, p. 805.
5. ↑  「角川日本地名大辞典」編纂委員会 1989, p. 758.
6. ↑  名古屋市計画局 1992, p. 807.
7. 1 2  名古屋市総務局企画室統計課 1957, p. 85.
8. 1 2  名古屋市総務局企画部統計課 1967, p. 78.
9. 1 2  名古屋市総務局統計課 1977, p. 52.
10. 1 2  名古屋市総務局統計課 1986, p. 73.
11. ↑  名古屋市総務局企画部統計課 1991, p. 44.
12. ↑  名古屋市総務局企画部統計課 1996, p. 113.

### 統計資料
- 名古屋市総務局企画室統計課 編『昭和31年版 名古屋市統計年鑑』名古屋市、1957年。
- 名古屋市総務局企画部統計課 編『昭和41年版 名古屋市統計年鑑』名古屋市、1967年。
- 名古屋市総務局統計課 編『昭和51年版 名古屋市統計年鑑』名古屋市、1977年。
- 名古屋市総務局統計課 編『昭和60年国勢調査 名古屋の町・丁目別人口（昭和60年10月1日現在）』名古屋市役所、1986年。
- 名古屋市総務局企画部統計課 編『平成2年国勢調査 名古屋の町（大字）別・年齢別人口（平成2年10月1日現在）』名古屋市役所、1994年。
- 名古屋市総務局企画部統計課 編『平成7年国勢調査 名古屋の町（大字）・丁目別人口（平成7年10月1日現在）』名古屋市役所、1996年。